# Djebel
Djebel (în bulgară Джебел [ˈd͡ʒɛbɛɫ], turcă: Cebel, precedent: Şeyhcuma) este un oraș în comuna Djebel, regiunea Kărdjali, Bulgaria. Are 3.312 locuitori. Dzhebel este centrul administrativ al unei comune, care în afară de Dzhebel însuși, conține alte 47 de sate și are o populație de 9093 de locuitori. Municipiul este populat în principal de etnici turci, care reprezintă peste 75% din populația totală. 
Numele “Djebel” este derivat din cuvântul arab "جبل (jabal)", care înseamnă “munte”.  

## Demografie
Componența etnică a orașului Djebel
     Turci (59,1%)
     Nicio identificare (29,93%)
     Bulgari (10,96%)
     Romi (0%)
La recensământul din 2011, populația orașului Djebel era de 3.093 locuitori. Din punct de vedere etnic, majoritatea locuitorilor (59,1%) erau turci, cu o minoritate de bulgari (10,96%). Pentru 29,93% din locuitori nu este cunoscută apartenența etnică.